# Coleophora franzi
Coleophora franzi é uma espécie de mariposa do gênero Coleophora pertencente à família Coleophoridae.